# Shadows of Tombstone
Shadows of Tombstone è un film del 1953 diretto da William Witney.
È un western statunitense con Rex Allen, Slim Pickens e Jeanne Cooper.

## Produzione
Il film, diretto da William Witney su una sceneggiatura di Gerald Geraghty, fu prodotto da Rudy Ralston, come produttore associato, per la Republic Pictures e girato nell'area di Burro Flats nelle Simi Hills, California, da metà giugno 1953.

## Distribuzione
Il film fu distribuito negli Stati Uniti dal 28 settembre 1953 al cinema dalla Republic Pictures. È stato distribuito anche in Brasile con il titolo O Vale do Medo.